# Matadorul (film din 1955)
Matadorul (în engleză The Magnificent Matador) este un film american din 1955, regizat de Budd Boetticher. Rolurile principale sunt interpretate de actorii Anthony Quinn, Maureen O'Hara și Manuel Rojas.

## Rezumat
Luis Santos (Anthony Quinn) este un matador și un mare idol al festivalurilor de lupte cu tauri. Pentru experiența sa, el este ales pentru a-l iniția în cariera de matador pe tânărul Rafael Reyes (Manuel Rojas). În seara de dinaintea corridei, el se duce să se roage la Sanctuarul Fecioarei Maria de Guadalupe, unde o cunoaște pe Karen Harrison (Maureen O'Hara), o femeie americană frumoasă și bogată.
Cu puțină vreme înainte de corridă, Santos fuge în mod inexplicabil, deoarece crede că tânărul matador este lipsit de experiență și ar putea să moară în luptă. Rafael Reyes este fiul ilegitim al lui Luis Santos, dar tatăl său nu i-a spus acest lucru până atunci. În final, la sfatul lui Karen, Santos se întoarce, îi spune adevărul lui Rafael și apoi luptă împreună cu taurii.

## Distribuție
- Anthony Quinn - Luís Santos
- Maureen O'Hara - Karen Harrison
- Manuel Rojas - Rafael Reyes
- Richard Denning - Mark Russell
- Thomas Gomez - Don David
- Lola Albright - Mona Wilton
- William Ching - Jody Wilton
- Eduardo Noriega - Miguel
- Lorraine Chanel - Sarita Sebastian
- Anthony Caruso - Emiliano